# Федута Олександр Йосипович
Олександр Йосипович Федута (біл. Аляксандр Іосіфавіч Фядута) (нар. 3 листопада 1964, Гродно) — білоруський політичний оглядач та аналітик, літературознавець, дослідник творчості Пушкіна, кандидат філологічних наук, член Білоруської асоціації журналістів, Спілки білоруських письменників та Білоруського ПЕН-центру, почесний член ПЕН-центру Литви, політв'язень, в'язень сумління.

## Біографія
Навчався в середній школі № 15 м. Гродно, закінчив російський факультет філологічного факультету Гродненського державного університету імені Янки Купали (1986). У 1986—1991 рр. Працював вчителем російської мови та літератури в Гродненській школі № 20.
У 1991 році вступив в комсомол, був секретарем ЦК комуністичної ліги студентської молоді, перший секретар ЦК Союзу молоді Білорусі, член КПРС (1991), Республіканської партії праці та справедливості (1993). Член Білоруської асоціації «Яблуко» (з 1997 р.), Член її політичної ради (з 2000 р.).
У 1994 — активіст президентської виборчої кампанії Олександра Лукашенка, після перемоги якого, у тому ж році був призначений керівником відділу соціально-політичної інформації Адміністрації Президента. У грудні 1994 року взяв на себе відповідальність за появу в газетах «білих плям», що свідчило про запровадження політичної цензури в Білорусі, і, на початку січня 1995 року був звільнений.
Працював у основних недержавних виданнях, критичних до влади: з березня 1995 р. — у «Білоруській діловій газеті» та газеті «Ім'я», з 2000 р. — у газеті «Народна воля». З червня 1998 р. — власний кореспондент газети «Московські новини» в Білорусі. Один із відомих білоруських політичних оглядачів та аналітиків. Спеціалізується на жанрі політичного портрета. Його серії «Особиста справа» (газета «Ім'я») та «Політбюро» («Білоруська ділова газета») отримали широкий резонанс. Активний прихильник «бухарестського процесу».
У 2006 році журналістка «Білоруських новин» Олена Новожилова викрила факти використання тексту під ім'ям Федута в американській газеті «Нове російське слово». В результаті Федута вибачився перед Новожиловою та «Білоруськими новинами».
Автор книги «Лукашенко. Політична біографія» (видана російським видавництвом «Референдум» у 2005 р.). Це була перша політична біографія Олександра Лукашенка, написана членом його першого виборчого штабу.
Співголова Громадського науково-аналітичного центру «Білоруська перспектива» (1995—1998).
З 1999 р. — президент громадського об'єднання «Соціальні технології».

Заступник голови громадянської кампанії «Говори правду!» з моменту створення і до 10 січня 2014 р.
Кандидат філологічних наук (1997), тема дисертації: «Читач у творчій свідомості О. С. Пушкіна», працює над докторською дисертацією на тему «Проблема читача в літературі епохи Пушкіна».
Захоплюється літературою, театром, кіно, нардами.
Одружений. Дружина — Марина Шибко.
5 вересня 2022 року Мінський обласний суд засудив Олександра Федуту до 10 років позбавлення волі в колонії посиленого режиму.

## Хронологія переслідування
Під час президентських виборів 2010 року працював у штабі кандидата в президенти Володимира Някляева. Заарештований 20 грудня 2010 р. У своїй квартирі та поміщений в ізолятор КДБ. 29 грудня йому було висунуто кримінальне провадження. 1 і 2 ст. 293 КК (масові заворушення).
30 березня 2011 року звинувачення було переформульовано відповідно до ч. 1 ст. 342 КК (організація дій, що грубо порушують громадський порядок, або участь у них).
Філологи з Росії та інших країн звернулися до Президента та уряду Російської Федерації на захист свого колеги.
Різне ставлення на користь Федути та інших в'язнів письменників, художників, журналістів, науковців, звернених до Парламентської асамблеї Ради Європи та інших міжурядових структур, підписали співак Юрій Шевчук, телеведучий Олександр Архангел, літературознавець Микола Богомолов, поети Майкл Айзенберг Наталія Горбаневський та Тимур Кібірав та десятки інших діячів культури та науки з Росії, Литви, України, Естонії та інших країн.
11 січня 2011 року Міжнародна амністія визнала Федуту в'язнем сумління.
8 квітня 2011 р звільнений під заставу.
20 травня 2011 року Фрунзенський районний суд Мінська (суддя Жанна Жуковська) засудив його до 2 років умовно.
З 2013 жив і працював у Києві. У 2016 році повернувся до Білорусі.
12 квітня 2021 року разом із адвокатом Юрієм Зенковичем, затриманий у Москві. Стосовно них порушено кримінальну справу за частиною 1 статті 357 Кримінального кодексу Білорусі («Змова або інші дії, скоєні з метою захоплення державної влади»), яка передбачає покарання у вигляді позбавлення волі на строк від восьми до дванадцяти років.

## Нагороди
- Лауреат премії комсомолу Гродненської області за педагогічну діяльність (1989). Нагороджений «Знак Гайдара» з формулюванням «за вірність дітям» (1991).[18]
- Лауреат премії імені Алеся Адамовича Білоруського ПЕН-центру та премії БАЖ «Вільне слово».[19]

### Твори
- Федута А. І. Мій маленький Париж. — Мінськ: Лімаріус, 2014. — 276 с. — 300 примірників. — ISBN 9978-985-6968-42-9.
- Федута А. Я Американські вірші. — Берлін: SAWADOWSKI-Verlag, 2012.

### Праці
- - Федута А. И. Читатель в творческом сознании автора «Евгения Онегина» // Болдинские чтения. Горький, 1986. С. 94 — 106 (в соавторстве с Егоровым И. В.);
  - Федута А. И. Мир как воля и представление (Штрихи к психологическому портрету Александра Лукашенко) // Белоруссия и Россия: Общества и государства. М., 1998;
  - Федута А. И. Что такое «непротивление»? // Ненасілле i Беларусь. Б.м., 1999;
  - Федута А. И. Читатель в творческом сознании А. С. Пушкина. Мн., 1999 (в соавторстве с Егоровым И. В.)
  - Федута А. И. Лукашенко: Политическая биография. / под ред. Будинаса Е. М.:, М., 2005. — 704 с. ISBN 5-98097-007-Х
  - Фядута А. I. Паэтычны аглядальнік: партрэты і рэцэнзіі / А. Фядута. — Мінск: Лімарыус, 2006.